# Ryan Hall
Pour les articles homonymes, voir Ryan Hall (athlète).

a Compétitions nationales et continentales officielles uniquement.

b Matchs officiels uniquement.
Ryan Hall, né le 27 novembre 1988 à Rothwell, est un joueur de rugby à XIII évoluant au poste d'ailier dans les années 2000 et 2010. Élu espoir du rugby à XIII mondial en 2009, il évolue aux Leeds Rhinos depuis ses débuts professionnels en 2007. Vainqueur de la Super League à quatre reprises (2008, 2009, 2011 & 2012), il a également connu les joies de la sélection anglaise avec laquelle il a pris part à la Coupe du monde 2013.

## Biographie
Ryan Hall rejoint en 2006 l'académie de Leeds après avoir joué au niveau amateur sous les couleurs de Oulton Raiders. L'entraîneur de ce dernier contacte le directeur de l'académie de Leeds pour que celui-ci enrôle Hall. Rapidement, il devient un joueur important de l'équipe junior.
Il fait ses débuts avec Leeds Rhinos en Super League lors de la saison 2007 dans une victoire contre les Bradford Bulls 42-38. Il fait cette saison-là neuf apparitions inscrivant trois essais. Il ne participe pas à la finale perdue contre St Helens RLFC 16-33. En 2008, il fait seize apparitions et laisse entrevoir ses qualités de finisseur avec neuf essais dont un en finale remporté par Leeds contre St Helens 24-16. En 2009, il devient un titulaire à part entière sur l'aile, il est le meilleur marqueur d'essai de la Super League avec trente-et-un essais. Leeds est de nouveau champion contre St Helens 18-10. Élu meilleur jeune joueur et membre de l'équipe de rêve de la Super League, il remporte également ce titre de meilleur jeune joueur au niveau international succédant à Israel Folau et Greg Inglis.
En 2010, Ryan Hall poursuit son rythme mais Leeds Rhinos ne remporte aucun titre malgré une finale de Coupe d'Angleterre, le World Club Challenge et une demi-finale de Super League. En fin d'année, il participe au Tournoi des Quatre Nations avec l'Angleterre où cette dernière se contente d'une troisième place derrière l'Australie et la Nouvelle-Zélande.
En 2011, Ryan Hall remporte pour la troisième fois la Super League avec Leeds en s'imposant contre St Helens 32-16, il y inscrit un essai en finale puis enchaîne avec le titre de World Club Challenge contre Manly-Warringah Sea Eagles 26-12 avec deux essais et y est élu homme du match. Entre-temps, il participe au Tournoi des Quatre Nations 2011 où l'Angleterre perd en finale contre l'Australie 8-30, Ryan Hall inscrivant le seul essai anglais.
En 2012, Ryan Hall ne baisse pas le rythme, Leeds remporte son quatrième titre en Super League contre les Warrington Wolves 26-18 (un essai de Hall) mais perd au World Club Challenge contre le Melbourne Storm où Hall y inscrit aussi un essai.
En 2013, Ryan Hall réalise une saison moyenne comparée aux années précédentes avec seulement quinze essais en Super League. Cela ne l'empêche pas d'être appelé en sélection d'Angleterre dans l'optique de la Coupe du monde 2013 où au premier tour, il inscrit six essais en trois matchs.

## Palmarès

### Collective
- Vainqueur du World Club Challenge : 2012 (Leeds Rhinos).
- Vainqueur de la National Rugby League : 2019[1] (Sydney Roosters).
- Vainqueur de la Super League : 2008, 2009, 2011 & 2012 (Leeds Rhinos).
- Finaliste de la Coupe du monde : 2017 (Angleterre).
  - Finaliste de la Super League : 2024 (Hull KR).

### Individuel
- Élu meilleur jeune joueur de la Super League : 2009.
- Élu meilleur jeune joueur de la RLIF : 2009.
- Meilleur marqueur d'essais de la Super League : 2009 (Leeds)